# Port Wentworth
Port Wentworth és una població dels Estats Units a l'estat de Geòrgia. Segons el cens del 2000 tenia 3.276 habitants.

## Demografia
Segons el cens del 2000, Port Wentworth tenia 3.276 habitants, 1.285 habitatges, i 896 famílies. La densitat de població era de 76,9 habitants/km².
Dels 1.285 habitatges en un 27,4% hi vivien nens de menys de 18 anys, en un 54,7% hi vivien parelles casades, en un 10,2% dones solteres, i en un 30,2% no eren unitats familiars. En el 26% dels habitatges hi vivien persones soles el 12% de les quals corresponia a persones de 65 anys o més que vivien soles. El nombre mitjà de persones vivint en cada habitatge era de 2,48 i el nombre mitjà de persones que vivien en cada família era de 2,97.
Per edats la població es repartia de la següent manera: un 21,5% tenia menys de 18 anys, un 9,4% entre 18 i 24, un 27,9% entre 25 i 44, un 22,8% de 45 a 60 i un 18,4% 65 anys o més.
L'edat mediana era de 40 anys. Per cada 100 dones de 18 o més anys hi havia 92,8 homes.
La renda mediana per habitatge era de 42.241 $ i la renda mediana per família de 48.425 $. Els homes tenien una renda mediana de 37.299 $ mentre que les dones 23.244 $. La renda per capita de la població era de 19.919 $. Entorn del 10% de les famílies i l'11% de la població estaven per davall del llindar de pobresa.

## Poblacions més properes
El següent diagrama mostra les poblacions més properes.